# Le Détroit
Le Détroit è un comune francese di 92 abitanti situato nel dipartimento del Calvados nella regione della Normandia.

## Società

### Evoluzione demografica
Abitanti censiti